# Ада Јонат
Ада Е. Јонат (рођена 22. јуна 1939) је израелски кристалограф, најпознатија по свом пионирском раду на структури рибозома. Тренутно је директор Helen and Milton A. Kimmelman центра за биомолекулске структуре и члан већа научног института Вајзмен. 2009. године је добила Нобелову награду за хемију заједно са Венкатраманом Рамакришаном и Томасом А. Стајцом за рад на структури и функцији рибозома. Ада је прва жена од 10 израелских нобеловаца, прва жена са Блиског истока која је освојила Нобелову награду за науку, и прва жена после 45 година која је добила Нобелову награду за хемију. Међутим, она каже да није ништа специјално што је жена добила награду.

## Биографија
Јонат (девојачки Лифшиц (Lifshitz)) рођена је у Јерусалиму. Њени родитељи, Хилел и Естер Лифшиц, били су ционистички Јевреји који су се преселили у Палестину из Лођа (Пољска) 1933, пре оснивања Израела. Њен отац је био рабин и дошао је из рабинске породице. Населили су се у Јерусалиму и водили продавницу намирница, али су тешко састављали крај са крајем. Живели су у скученим квартовима са неколико других породица, а Ада се присећа да су књиге биле једина ствар која је могла да окупира њене мисли. Упркос свом сиромаштву, родитељи су је послали на у школу у престижном Бејт Хакерем крају да би јој обезбедили добро образовање. После смрти њеног оца (када је имао 42 године), породица се преселила у Тел Авив. Yonath was accepted to Tichon Hadash high school although her mother could not pay the tuition. She gave math lessons to students in return. Док је била млада, инспирисала ју је Пољско-Француска научница Марија Кири. Међутим, наглашава да јој Кири, којом је била фасцинирана као дете, после читања добро написане биографије није била узор. Вратила се у Јерусалим да студира и дипломирала је хемију на Хебрејском универзитети у Јерусалиму 1962, а магистрирала биохемију 1964. 1968 је докторирала X-Ray кристалографију на Вајцмановом научном институту.
Има једну ћерку, Хагит Јонат, доктора на Шеба медицинском центру, и унуку Ноу. Рођака је анти-окупационе активисткиње Др. Рушаме Мартон.
Ада је позвала на безусловно ослобађање свих затвореника Хамаса, рекавши да "држање заробљених Палестинаца подстиче и учвршћује њихову мотивацију да нашкоде Израелу и његовим грађанима ... када ми немамо затворенике које треба да ослободимо, они неће имати разлога да киднапују војнике ".

## Научна каријера
Ада је прихватила постдокторску позицију на универзитету Карнеги Мелон (1969) и МИТ (1970). Док је била на МИТ,1976, провела је неко време у лабораторији нобеловца хемије Вилијама Н. Липскомба, Јр. Универзитета Харвард, где је била инспирисана да настави веома велике структуре.
Године 1970, она је основала лабораторију кристалографије протеина, која је скоро деценију била једина у Израелу. Затим, од 1979 до 1984 била је вођа групе са Хајнц-Гунтером Витманом на институту Макс Планк за молекуларну генетику у Берлину. Била је гостујући професор на Универзитету у Чикагу 1977-78. Ада је на челу истраживачке јединице на Макс-Планк институту у Деси у Хамбургу, Немачка (1986—2004), паралелно са својим истраживачким активностима на Вајцмановом институту.
Ада се фокусира на механизме у основи биосинтезе протеина, по рибозомској кристалографији, истраживачкој линији коју је она развила пре више од двадесет година, упркос скептичности међународне научне заједнице Рибозоми преносе RNA у протеин и зато што имају незнатно различите структуре у микробима, у поређењу са еукариотима, као што су људска ћелије, често су мета за антибиотике. Она је одредила комплетне високо-резолуционе структуре обе субјединице рибозома и открила унутар супротно асиметричног рибозома, универзални симетрични регион која пружа оквир и усмерава процес полипептидне полимеризације. Према томе је показала да је рибозом је рибозим који ставља своје супстрате у стереохемију погодан за формирање пептидне везе и супстратно-посредоване катализе. Пре две деценије она је приказала визуелно пут протеина у настајању, односно рибозомски тунел, а недавно је открила елементе динамике који омогућавају његово учешће у унутар-ћелијским регулацијама и настајању ланаца трговине у њиховом простору за склапање.
Поред тога, Ада је разјаснила начине деловања преко двадесет различитих антибиотика који циљају рибозоме, осветлила механизме отпорности на лекове и синергизам, селективно дешифровала структурну основу за антибиотик и показала како игра кључну улогу у клиничкој употребљивости и терапеутској ефикасности, утирући тако пут за структурно-базиран дизајн лекова.
За омогућавање рибозомске кристалографије Ада је увела нову технику, Крио био-кристалографија, која је постала рутина у структуралној биологији и дозволила сложене пројекте иначе сматране застрашујућим.
На Вајзмен Институту, Ада је сарадник на Мартин С. и Хелен Кимел професионалној катедри.

## Награде и почасти
Адине награде и почасти укључују следеће:
- 2000, прва европска награда за кристалографију
- 2002, Израелска награда за хемију[1][18]
- 2006, Wolf награда за хемију (заједно са Џорџом Фехером) "за генијална структурна открића рибозомске механизације формирања пептидне-везе и основних светлосних процеса фотосинтезе";[19]
- 2007, "Paul Ehrlich and Ludwig Darmstaedter" награда;
- 2008, прва жена из Израела која је освојила L'Oréal-UNESCO награду за жене у науци за рад на откривању како бактерија постаје отпотна на антибиотике[9]
- 2008, Алберт Анштајн светска награда за науку за пионирски допринос биосинтезе протеина у области рибозомске кристалографије и увођењу иновативних техника у крио био-кристалографију.[20]
- 2009, Нобелова награда за хемију[21] Била је прва жена из Израела која је добила Нобелову награду;[22]
- Такође је освојила Harvey награду од Technion-а (Israel Institute of Technology), Килби награду, Ф. А. Котон медаљу Америчког Хемијског Друштва, Анфинсен награду Интернационалне протеинске заједнице, Паул Карер златну медаљу Универзитета у Цириху, Massry награду Кек школе медицине, Дата звање предавача и медаља федерације Европских Биохемијских Друштва, Фриц Липман награду Немачког Биохемијског Друштва и Louisa Gross Horwitz награду Колумбијског Универзитета.

## Цитати
"Преживљавање је много компликованије, много захтевније (него наука)," каже Ада. "Увек можеш да промениш стратегију; можеш чак да промениш и предмет када стратегија или експеримент не успеју. Али када си гладан, гладан си!" (Била је изложена екстремној сиромашности када је њен отац прерано умро. Већ са 11 година је радила и бринула о породици.)